# Alice Mizzau
Alice Mizzau, född 18 mars 1993, är en italiensk simmare. 
Mizzau tävlade i två grenar (4 x 100 meter frisim och 4 x 200 meter frisim) för Italien vid olympiska sommarspelen 2012 i London.
Vid olympiska sommarspelen 2016 i Rio de Janeiro tävlade Mizzau i tre grenar (200 meter frisim, 400 meter frisim och 4 x 200 meter frisim).